# おおスザンナ
「おおスザンナ」（Oh! Susanna）は、スティーブン・フォスターのミンストレルソングで、1848年に最初に出版された歌曲。ヨーロッパ音楽、白人アメリカ人の音楽、アフリカン・アメリカンの音楽を融合させた、最も有名なアメリカの歌である。

## 背景
1846年、スティーブン・フォスターはオハイオ州のシンシナティに引っ越し、兄の蒸気船会社の簿記係を務めた。シンシナティにいる間に、フォスターはおそらく所属する社交クラブのために「おおスザンナ」を書いた。この歌は、1847年9月11日にペンシルベニア州のピッツバーグで、地元のクインテットのコンサートで最初に披露された。1848年にシンシナティの W.C.ピータース社より、最初に出版された。他のミンストレル・ショーの一座もこの歌を演奏するようになったが、多くは自分自身の名前でこの歌を勝手に著作権登録しており、1848年2月25日から1851年2月14日までの間に21回も登録・出版が行われている。フォスターはこの歌で 100ドル（2012年のドルに換算すると 2,653ドル）しか稼げなかったが、ファース・ポンド社と楽譜1部につき 2セントの印税率で契約し、アメリカで最初のプロのソングライターになった。
この曲名は、フォスターの亡くなった姉シャーロット（ミドルネームはスザンナ）からとられた可能性が指摘されている。

## 音楽
この歌は、様々な伝統音楽が混ぜ合わさっている。アフリカ起源の楽器であるバンジョーで始まり、歌はちょうどその頃ヨーロッパからアメリカに伝わったポルカのビートを取り入れている。グレン・ワズナー曰く、この歌は既存の歌「アラバマのバラ」（1846年）に影響を受けていて、詞や音楽に似ている部分があるとしている。
メロディーの最初の2回のフレーズは呂音階である。  Play
詞については、フォスターの初期の作品に多くみられるように、内容はナンセンスである。最初のバースは「出発した日は1日中雨だったけど乾燥していて、今は太陽はとても暑いけど死ぬほど寒い」(It rain'd all night the day I left, The weather it was dry, The sun so hot I froze to death...) 、2度目のバースは「息を止めるために目を閉じた」(I shut my eyes to hold my breath...) とある。また、2度目のバースには「電流をあげて500人のニガーを殺した」(De lectric fluid magnified, And killed five hundred nigger) という歌詞も登場している。

## 人気の広がり
この歌はスティーブン・フォスターの代表曲というだけではなく、アメリカで最も有名な歌の1つである。また、歌詞はカリフォルニアへ旅立つ内容にアレンジされて、フォーティナイナーズの非公式テーマ曲になった。ペンシルベニアドイツ語のこの歌は、メロディーはフォスターのままだが、詞は完全に異なる内容である。
日本には、1852年頃にジョン万次郎が初めてこの曲を伝えた。その後、1964年にはNHKのテレビ番組『歌のメリーゴーラウンド』で日本語の歌で放送された。また、学校教育でも用いられており、小中学校の音楽の教科書にもたびたび掲載されている。近鉄特急の大和西大寺駅到着前のチャイムとしても採用されている。

## 主な録音
1955年にシンギング・ドッグスが歌ったコミック・バージョンは、アメリカのビルボード・ポップシングルチャートで22位を記録した。1965年に発表されたバーズの2枚目のアルバム『ターン・ターン・ターン』の最終トラックに、ユーモラスな「おおスザンナ」が収録されている。ジェームス・テイラーも、1970年に発表した2ndアルバム『スウィート・ベイビー・ジェームス』に、この歌を収録している。ニール・ヤングの2012年のアルバム『アメリカーナ』の最初のトラックに、この歌が収録されている。
1963年、フォークグループのビック・スリーは、ティム・ローズのアレンジの下「The Banjo Song」としてこの歌を録音した。他にもキッス（録音はされていない）などの様々なミュージシャンにカバーされている。
2012年6月5日カナダ／アメリカのミュージシャン、ニール・ヤングがアメリカの古い民謡等をロックアレンジしたアルバム、『アメリカーナ』でカヴァー。